# Tom Linder
Tom Karl Johan Linder, född 5 november 1985 i Mönsterås, är en svensk tidigare professionell ishockeyspelare. Hans moderklubb är IK Oskarshamn där han har gjort sju säsonger i A-laget. 2004/2005 spelade han två matcher i Olofströms IK. 2003/2004 var Tom Linder med i Tre Kronors U19-landslag. Han spelade i Växjö Lakers från 2008/2009 till 2012/2013 och var med och spelade upp Växjö till Elitserien säsongen 2010/2011. 2013 gick han till Leksands IF för säsongen 2013/2014. Han spelade sedan i Karlskrona HK innan han avslutade karriären i moderklubben IK Oskarshamn.